# Пиньейро, Марсело
Марсело Пиньейро (исп. Marcelo Piñeyro; род. 5 марта 1953, Буэнос-Айрес) — аргентинский и испанский кинорежиссёр, сценарист, кинопродюсер.

## Биография
Изучал кино в Школе изобразительных искусств университета Ла-Платы. В 1980 году вместе с режиссёром Луисом Пуэнсо основал продюсерскую компанию «Синемания». В 2003 году получил испанское гражданство.

## Фильмография
- 1993: Tango feroz: la leyenda de Tanguito (Серебряный кондор Аргентинской ассоциации кинокритиков за лучший дебютный фильм, премия зрительских симпатий на кинофестивале в Гаване, премия зрительских симпатий на МКФ молодого кино в Турине)
- 1995: Caballos salvajes/ Дикие лошади (почетное упоминание на кинофестивале Сандэнс)
- 1997: Cenizas del paraíso/ Смерть в раю (три премии на фестивале в Гаване)
- 2000: Plata quemada/ Палёные деньги (по роману Рикардо Пильи, премия Гойя за лучший иностранный фильм на испанском языке, Серебряный кондор Аргентинской ассоциации кинокритиков за лучший сценарий и еще шесть номинаций на эту премию)
- 2001: Ніstorias de Argentina en vivo (документальный, коллективный проект)
- 2002: Kamchatka/ Камчатка (по роману Марсело Фигераса, премия за лучший сценарий, в соавторстве с М. Фигерасом, на КФ в Картахене[уточнить], две премии на кинофестивале в Гаване, премия за самый популярный фильм на МКФ в Ванкувере)
- 2005: El Método/ Метод Грёнхольма (по драме Жорди Гальсерана Метод Грёнхольма; премия Гойя за лучший сценарий, премия за лучший киносценарий Общества сценаристов Испании, премия зрительских симпатий на Фландрском МКФ в Генте)
- 2009: Las viudas de los jueves/ Вдовы четвергов (три номинации на премию Аргентинской киноакадемии)
- 2013: Ismael/ Исмаэль